# Miagrammopes bradleyi
Espèce
Miagrammopes bradleyi est une espèce d'araignées aranéomorphes de la famille des Uloboridae.

## Distribution
Cette espèce est endémique de Nouvelle-Galles du Sud en Australie.

## Publication originale
- O. Pickard-Cambridge, 1874 : On some new genera and species of Araneidea. Annals and Magazine of Natural History, sér. 4, vol. 14, p. 169-183 ((texte intégral).